# Ruillé-Froid-Fonds
Ruillé-Froid-Fonds är en kommun i departementet Mayenne i regionen Pays de la Loire i nordvästra Frankrike. Kommunen ligger i kantonen Grez-en-Bouère som tillhör arrondissementet Château-Gontier. År 2022 hade Ruillé-Froid-Fonds 575 invånare.

## Befolkningsutveckling
Antalet invånare i kommunen Ruillé-Froid-Fonds
| Referens: INSEE |